# Sebastian Nerz

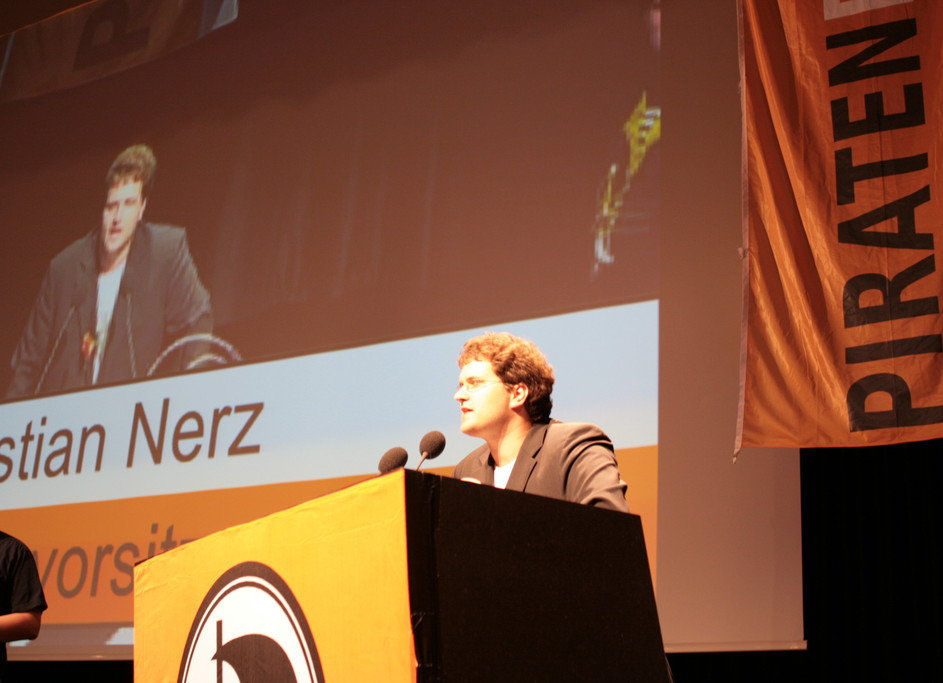

Sebastian Matthias Nerz (Reutlingen, 1983. július 13. –) német politikus, a Német Kalózpárt (PIRATEN) elnöke 2011. májustól 2012. áprilisig. Bioinformatikát tanult a Tübingeni Egyetem.